# Baoruco (prowincja)
Baoruco – jedna z 32 prowincji Dominikany. Stolicą prowincji jest miasto Neiba.

## Opis
Prowincja położona na południowym zachodzie Dominikany, zajmuje powierzchnię 1 285 km² i liczy 97 313 mieszkańców 1 grudnia 2010.

## Gminy
| Lp.     | Gmina         | Liczba ludności (2010) | Powierzchnia (km²) |
| ------- | ------------- | ---------------------- | ------------------ |
| 1       | Galván        | 15 702                 | 282                |
| 2       | Los Ríos      | 7 709                  | 128                |
| 3       | Neiba         | 36 511                 | 282                |
| 4       | Tamayo        | 26 772                 | 434                |
| 5       | Villa Jaragua | 10 619                 | 130                |
| Łącznie |               | 97 313                 | 1 285              |